# Arco catódico filtrado
Arco Catódico Filtrado, ou Arco Catódico Filtrado em Vácuo, é uma técnica de deposição de filmes finos, a exemplo de outras técnicas de deposições à plasma, tais como sputtering e deposição química a vapor. Este sistema é simples, exceto pelo ambiente de alto vácuo, e consta de dois eletrodos: um anôdo e um cátodo. Inicialmente o contato elétrico de ambos é feito por uma grafite de alta pureza, que com a passagem de corrente elétrica provoca um arco voltaíco entre cátodo e anôdo. Como resultado é gerado um plasma de carbono (material da grafite), que deposita filmes de carbono na câmara de deposição e amostra de interesse. Nota-se aqui que o plasma formado é constituído de íons do eletrodo com menor ponto de ebulição, propositadamente, o cátodo (daí o nome arco catódico). Logo, o método pode ser estendido para metais. Ocorre que com a fusão do cátodo, partículas submicrométricas também são geradas juntas com o plasma, e devem ser removidas para a formação de um filme fino livre de contaminações. Isto é feito por uma bobina com campo magnético suficientemente intenso para conduzir o plasma ao substrato, numa trajetória curva. Como as particulas não sofrem ação do campo magnético, estas perdem energia e inércia na colisão com a bobina, enquanto que os íons depositam o filme. A bobina age como de filtro de partículas, daí o nome da técnica de deposição: Arco Catódico Filtrado em Vácuo. Observa-se, ainda, que o desenvolvimento desta técnica permite a deposição de filmes de óxidos, nitretos, e outros cuja injeção de gás na câmara de deposição for necessária. Há ainda a possibilidade de polarização do substrato para modificar as propriedades físicas do filme, tais como adesão e dureza.